# Мировая теннисная лига (2022)
Мировая теннисная лига 2022 (англ. World Tennis League 2022) — 1-й розыгрыш выставочного смешанного командного теннисного турнира, не входящего в календарь ATP или WTA. Проводился с 19 по 24 декабря 2022 года на Coca-Cola Arena в Дубае, Объединённые Арабские Эмираты. 

## Формат
17 игроков были поделены на 4 команды (Соколы, Орлы, Коршуны, Ястребы). На групповом этапе каждая команда сыграла с каждой в мужском, женском и смешанном парном разряде. Две лучшие команды группового этапа вышли в финал.

## Команды и участники
|     | Орлы             | Орлы    | Соколы          | Соколы  | Ястребы                | Ястребы | Коршуны             | Коршуны |
| --- | ---------------- | ------- | --------------- | ------- | ---------------------- | ------- | ------------------- | ------- |
|     | Игрок            | Рейтинг | Игрок           | Рейтинг | Игрок                  | Рейтинг | Игрок               | Рейтинг |
| № 1 | Ник Кирьос       | 22      | Новак Джокович  | 5       | Александр Зверев       | 12      | Феликс Оже-Альяссим | 6       |
| № 2 | Каролин Гарсия   | 4       | Арина Соболенко | 5       | Елена Рыбакина         | 21      | Ига Свёнтек         | 1       |
| № 3 | Андреас Сеппи    | 354     | Григор Димитров | 28      | Доминик Тим            | 102     | Хольгер Руне        | 11      |
| № 4 | Бьянка Андрееску | 46      | Паула Бадоса    | 13      | Анастасия Павлюченкова | 368     | Эжени Бушар         | 327     |
| № 5 | Рохан Бопанна    | -       |                 |         |                        |         | Себастьян Офнер     | 193     |
| № 6 |                  |         |                 |         |                        |         | Саня Мирза          |         |

Рейтинг в одиночном разряде на 19 декабря 2022 г.

## Результаты

### 19 декабря Коршуны против Орлов
| Разряд                   | Коршуны                   | Орлы                         | Счёт    | Геймы | Общий счёт |
| ------------------------ | ------------------------- | ---------------------------- | ------- | ----- | ---------- |
| Смешанный парный разряд  | Эжени Бушар/ Хольгер Руне | Бьянка Андрееску/ Ник Кирьос | 2-6 3-6 | 5-12  | 5-12       |
| Женский одиночный разряд | Ига Свёнтек               | Каролин Гарсия               | 6-3 6-4 | 12-7  | 17-19      |
| Мужской одиночный разряд | Феликс Оже-Альяссим       | Ник Кирьос                   | 7-5 6-3 | 13-8  | 30-27      |

### 20 декабря Соколы против Ястребов
| Разряд                   | Соколы                        | Ястребы                             | Счёт           | Геймы | Общий счёт |
| ------------------------ | ----------------------------- | ----------------------------------- | -------------- | ----- | ---------- |
| Смешанный парный разряд  | Паула Бадоса/ Григор Димитров | Анастасия Павлюченкова/ Доминик Тим | 5-7 6-3 [10-4] | 12-10 | 13-10      |
| Женский одиночный разряд | Арина Соболенко               | Елена Рыбакина                      | 6-0 1-6 [6-10] | 7-7   | 20-18      |
| Мужской одиночный разряд | Новак Джокович                | Александр Зверев                    | 3-6 4-6        | 7-12  | 27-35      |

### 21 декабря Соколы против Орлов
| Разряд                   | Соколы                           | Орлы                            | Счёт              | Геймы | Общий счёт |
| ------------------------ | -------------------------------- | ------------------------------- | ----------------- | ----- | ---------- |
| Смешанный парный разряд  | Арина Соболенко/ Григор Димитров | Бьянка Андрееску/ Андреас Сеппи | 2-6 7-6(4) [10-7] | 10-12 | 11-12      |
| Женский одиночный разряд | Паула Бадоса                     | Каролин Гарсия                  | 4-6 3-6           | 7-12  | 18-24      |
| Мужской одиночный разряд | Григор Димитров                  | Ник Кирьос                      | 7-6(5) 6-3        | 13-9  | 36-33      |

### 22 декабря Ястребы против Коршунов
| Разряд                   | Ястребы                          | Коршуны                         | Счёт           | Геймы | Общий счёт |
| ------------------------ | -------------------------------- | ------------------------------- | -------------- | ----- | ---------- |
| Смешанный парный разряд  | Елена Рыбакина/ Александр Зверев | Саня Мирза/ Феликс Оже-Альяссим | 7-5 3-6 [10-5] | 11-11 | 12-11      |
| Женский одиночный разряд | Анастасия Павлюченкова           | Ига Свёнтек                     | 4-6 3-6        | 7-12  | 19-23      |
| Мужской одиночный разряд | Доминик Тим                      | Феликс Оже-Альяссим             | 6-7(2) 6-7(6)  | 12-14 | 31-37      |

### 23 декабря Орлы против Ястребов
| Разряд                   | Орлы                         | Ястребы                             | Счёт           | Геймы | Общий счёт |
| ------------------------ | ---------------------------- | ----------------------------------- | -------------- | ----- | ---------- |
| Смешанный парный разряд  | Бьянка Андрееску/ Ник Кирьос | Анастасия Павлюченкова/ Доминик Тим | 6-4 4-6 [10-7] | 11-10 | 12-10      |
| Женский одиночный разряд | Каролин Гарсия               | Елена Рыбакина                      | 5-7 1-6        | 6-13  | 18-23      |
| Мужской одиночный разряд | Андреас Сеппи                | Александр Зверев                    | 4-6 2-6        | 6-12  | 24-35      |

### 23 декабря Соколы против Коршунов
| Разряд                   | Соколы                        | Коршуны                  | Счёт              | Геймы | Общий счёт |
| ------------------------ | ----------------------------- | ------------------------ | ----------------- | ----- | ---------- |
| Смешанный парный разряд  | Паула Бадоса/ Григор Димитров | Саня Мирза/ Хольгер Руне | 2-6 6-4 [5-10]    | 8-11  | 8-12       |
| Женский одиночный разряд | Арина Соболенко               | Ига Свёнтек              | 1-6 3-6           | 4-12  | 12-24      |
| Мужской одиночный разряд | Новак Джокович                | Себастьян Офнер          | 6-7(5) 6-0 [10-7] | 13-7  | 26-31      |

## Групповой раунд
Золотистым выделены команды, вышедшие в финал.
| Позиция | Команда | Игры | Геймы | Бонусные баллы | Счёт |
| ------- | ------- | ---- | ----- | -------------- | ---- |
| 1       | Коршуны | 3-0  | 97    | 16             | 113  |
| 2       | Ястребы | 2-1  | 94    | 12             | 106  |
| 3       | Орлы    | 1-2  | 83    | 6              | 89   |
| 4       | Соколы  | 0-3  | 81    | 3              | 84   |

## Финальный раунд

### 24 декабря
| Разряд                   | Ястребы                             | Коршуны                  | Счёт       | Геймы | Общий счёт |
| ------------------------ | ----------------------------------- | ------------------------ | ---------- | ----- | ---------- |
| Женский одиночный разряд | Елена Рыбакина                      | Ига Свёнтек              | 6-3 6-1    | 12-4  | 12-4       |
| Мужской одиночный разряд | Александр Зверев                    | Феликс Оже-Альяссим      | 4-6 3-6    | 7-12  | 19-16      |
| Смешанный парный разряд  | Анастасия Павлюченкова/ Доминик Тим | Саня Мирза/ Хольгер Руне | 7-6(4) 6-3 | 13-9  | 32-25      |